# Rising Sun/Heart, Mind and Soul
Rising Sun/Heart, Mind and Soul — пятый японский сингл корейской группы Dong Bang Shin Ki. Входит в альбом Heart, Mind and Soul.

Песня Rising Sun являлась музыкальной темой закрывающих титров в телевизионном шоу «Ikari Oyaji 3» в апреле 2006 года. А также эндингом в телевизионном шоу Shinpai-san.

Лучшая позиция в недельном топе Орикон: #27

Количество проданных копий: 7,376 (в Японии), 12,339 (в Корее)

## Список композиций

### CD
1. Rising Sun (Японская версия)
2. Heart, Mind and Soul
3. Heart, Mind and Soul (Acapella Version)
4. Rising Sun (Less Vocal)
5. Heart, Mind and Soul (Less Vocal)

### DVD
1. Rising Sun (клип)
2. Интервью